# Frank Wright
Pour les articles homonymes, voir Frank Wright (homonymie) et Wright.
Frank Wright est un saxophoniste de free jazz, né le 9 juillet 1935 à Grenada (Mississippi) et mort le 17 mai 1990 à Wuppertal (Allemagne).

## Biographie
Frank Wright est bassiste à l'origine. Il a notamment travaillé à ce titre avec B. B. King et Bobby "Blue" Bland.
Au saxophone, son style est souvent comparé à celui d'Albert Ayler, l'une de ses influences principales. Il joue également du saxophone soprano et de la clarinette basse.

## Discographie

### En tant que leader ou coleader
- "Frank Wright Trio" (ESP-Disk)
- "Your Prayer" (ESP-Disk)
- "One For John" (BYG Actuel)
- "Uhuru Na Umoja" (America Records)
- "Church Number Nine" (Calumet)
- "Center of the World" (Center of the World)
- The Frank Wright Quartet - "Last Polka in Nancy?" (Center of the World)
- "Kevin, My Dear Son" (Sun Records)
- "Stove Man, Love Is The Word" (Sandra)
- "Eddie's Back In Town" (Krona)

### En tant que sideman

#### Avec Cecil Taylor
- Winged Serpent (Sliding Quadrants) (Soul Note)
- Olu Iwa (Soul Note)

#### Avec Albert Ayler
- "Holy Ghost" (Revenant)

#### Avec Sunny Murray
- "Spiritual Infinity" (unreleased) (Columbia)

#### Avec Noah Howard
- "Space Dimension" (America)

#### Avec Hans Dulfer
- "El Saxofón" (Catfish)

#### Avec Muhammad Ali
- "Adieu Little Man" (Center of the World)

#### Avec Alan Silva et Bobby Few
- "Solos & Duets" (Sun Records)

#### Avec Georges Arvanitas
- "Shouting The Blues" (Sun Records)

#### Avec Hannibal and the Sunrise Orchestra
- "The Light" (Baystate)

#### Avec Saheb Sarbib
- "Aisha" (CJR)

#### Avec Peter Brotzmann
- "Alarm" (FMP Records)

#### Avec Sebastian Harrison
- "Live at 1369 Club" (Boxholder)

#### Avec A. R. Penck
- "Prayer for Ingo" (Mara)
- "Concert in Ulm" (Mara)